# Hazleton Hawks
Gli Hazleton Hawks sono stati una franchigia di pallacanestro della EPBL, con sede a Hazleton, in Pennsylvania, attivi tra il 1953 e il 1962.
Vennero fondati nel 1953 e disputarono nove stagioni nella EPBL, sciogliendosi prima dell'inizio della stagione 1962-63. Raggiunsero la finale nel 1954-55 e nel 1956-57, perdendola in entrambe le occasioni.

## Stagioni
| Stagione | Lega | Denominazione  | V  | P  | %    | Piazzamento | Play-off    |
| -------- | ---- | -------------- | -- | -- | ---- | ----------- | ----------- |
| 1953-54  | EPBL | Hazleton Hawks | 15 | 15 | 50,0 | 3º          | Semifinale  |
| 1954-55  | EPBL | Hazleton Hawks | 15 | 15 | 50,0 | 4º          | Finale EPBL |
| 1955-56  | EPBL | Hazleton Hawks | 11 | 15 | 42,3 | 5º          | -           |
| 1956-57  | EPBL | Hazleton Hawks | 20 | 10 | 66,7 | 2º          | Finale EPBL |
| 1957-58  | EPBL | Hazleton Hawks | 19 | 11 | 63,3 | 3º          | Semifinale  |
| 1958-59  | EPBL | Hazleton Hawks | 16 | 12 | 57,1 | 4º          | Semifinale  |
| 1959-60  | EPBL | Hazleton Hawks | 9  | 18 | 33,3 | 7º          | -           |
| 1960-61  | EPBL | Hazleton Hawks | 10 | 18 | 35,7 | 8º          | -           |
| 1961-62  | EPBL | Hazleton Hawks | 4  | 21 | 16,0 | 8º          | -           |